# Otto, hertig av Österrike
Otto IV eller som han också kallades den glade eller den muntre föddes 23 juli 1301 i Wien och dog den 17 januari 1339 i Neuberg an der Mürz. Han var hertig av Österrike från 1330 till sin död 1339. 

## Biografi
Otto föddes i Wien som yngsta son till Albrekt I av Österrike och Elisabeth av Göritz-Tyrolen. Hans äldre bröder Fredrik I (den Vackre) och Albrekt II blev hertigar över Österrike de med. Emellertid dog Fredrik den sköne 1330, då tog Otto och hans bror Albrekt II över titlarna som hertigar av Österrike. När Henrik av Kärnten dog lyckades de båda hertigarna utverka att de båda grevskapen Kärnten och Krain tillföll Österrike. 
Otto började därefter att mer och mer sköta om Kärnten och lät sin bror i större utsträckning styra Österrike. Otto uppförde ett flertal byggnader under sin regeringstid, till exempel uppförde han Neubergs kloster. Tillnamnet den glade fick Otto på grund av sitt festfyllda liv vid hovet. 
Otto dog i Neuberg an der Mürz 1339. Hans söner Fredrik II av Österrike och Leopold II av Österrike tog över efter sin far. De båda dog dock 1344 och Ottos tronarvingar dog ut.

## Familj
Ottos första fru hette Elisabeth av Bayern de fick två barn: 
- Fredrik II, hertig av Österrike (samregerade med sin yngre broder)
- Leopold II, hertig av Österrike (samregerade med sin äldre broder)

Den 25 mars 1330 dog Elisabeth och maken fortsatte vara änkman i nästan fem år.
I februari 1335 gifte sig Otto med Anna av Böhmen syster till den tyskromerska kejsaren Karl IV i staden Znaim (nuvarande Znojmo i Tjeckien) De fick dock inga barn innan hon dog den 3 september 1338.